# 5821 Yukiomaeda
5821 Yukiomaeda eller 1989 VV är en asteroid i huvudbältet som upptäcktes den 4 november 1989 av Nihondaira-observatoriet i Japan. Den är uppkallad efter den japanske amatörastronomen Yukio Maeda.
Asteroiden har en diameter på ungefär 6 kilometer.